# Ferde Grofé
Ferde Grofé (New York, 27 marzo 1892 – Santa Monica, 3 aprile 1972) è stato un compositore e musicista statunitense.

## Biografia

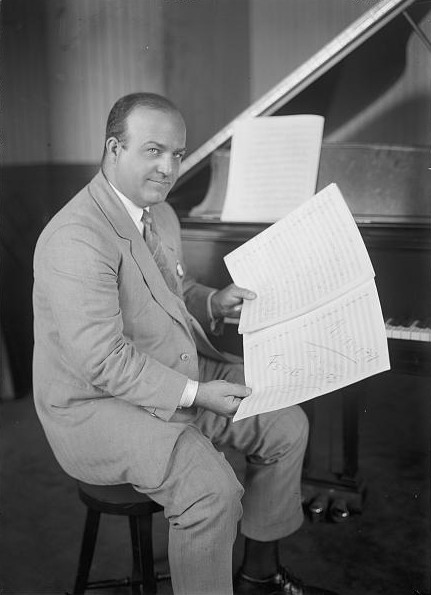
Ferde Grofé

La sua famiglia, di origine francese, per ben quattro generazioni produsse musicisti classici. Suo padre Emil è stato un baritono attivo soprattutto nelle operette, sua madre Elsa fu invece una professionista del violoncello ed una ottima insegnante di violino e  pianoforte, strumenti ai quali il giovane Grofè fu introdotto sin da piccolo.
Dopo la morte del padre, avvenuta nel 1899, sua madre lo spinse ad approfondire in Germania, nella città di Lipsia, gli studi di piano, viola e composizione. Questa competenza così espansa porterà Grofè anche all'esercizio dell'arrangiamento musicale. 
Si è accostato alla musica jazz occupandosi per dodici anni di arrangiamenti e orchestrazioni per vari lavori, tra i quali la Rhapsody in Blue di George Gershwin, soprattutto per conto dell'orchestra di Paul Whiteman.
Durante gli anni trenta l'orchestra di Whiteman fu una delle più presenti nelle trasmissioni musicali radiofoniche, ed anche Grofè ebbe l'onore di esibirsi con un suo show intitolato The Ferde Grofé Show.
Incominciò una seconda carriera come compositore quando nel 1930 si occupò dell'arrangiamento del film King of Jazz.
La sua opera musicale più celebre è la suite Grand Canyon, iniziata nel 1921 e conclusa nel triennio 1929-1931, appartenente al versante colto della musica novecentesca. La composizione abbina felicemente la vena naturalistico-descrittiva all'amabilità delle melodie e al gusto per l'orchestrazione. Come un album di cartoline illustrate e, come più tardi definito, uno spettacolo musicale in CinemaScope, questo lavoro rievoca in cinque episodi una serie di paesaggi fra i più spettacolari d'America. Vi si ritrovano un'alba suggestiva (L'aurora), un deserto ravvivato da colori e da rifrangenze luminose (Il deserto dipinto), il paesaggio fumettistico di un mulo che incede sobbalzando su uno dei sentieri che collegano il plateau col fondo del canyon (Sul sentiero), un tramonto incantato (Il tramonto) e, in ultimo, un nubifragio che si abbatte sulla regione fra tuoni e sibili di vento (Il nubifragio).
Sebbene abbia passato la prima metà della sua vita a vivere nel New Jersey e lavorare a New York e dintorni, nel 1945 si trasferì a Los Angeles a tempo pieno.
Grofé nel 1916 sposò la sua prima moglie, la cantante Mildred Grizzelle, e divorziò nel 1928. Nel maggio del 1951 fece richiesta di divorzio a Las Vegas dalla sua seconda moglie, Ruth, che aveva sposato nel 1929. Il 13 gennaio 1952 (il giorno dopo aver ottenuto il divorzio) sposò la sua terza moglie, Anna May Lampton.

## Opere

### Composizioni per orchestra
- Broadway at Night (1924);
- Mississippi Suite (1925);
- Theme and Variations on Noises from a Garage (1925);
- Three Shades of Blue (1927);
- Metropolis: a Fantasy in Blue (1928);
- Free Air (1928);
- Grand Canyon Suite (1931);
- Knute Rockne (1931);
- Rip Van Winkle (1932–1954);
- Tabloid Suite: Four Pictures of a Modern Newspaper (1933);
- A Day At The Farm, per orchestra (1934–1935);
- Madison Square Garden Suite (1930);
- Christmas Eve, per orchestra;
- Jungle Ballet (1937);
- Rudy Vallee Suite;
- Ode to Freedom, per orchestra (1937);
- Yankee Doodle Rhapsody (American Fantasie) (1936);
- Tin Pan Alley: The Melodic Decades (1938);
- Killarney: Irish Fanstasie, per orchestra (1938);
- Kentucky Derby Suite (1938);
- Wheels, per orchestra (1939);
- An American Biography, per orchestra (1939–1940);
- Six Pictures of Hollywood;
- Ode to the Star Spangled Banner, per orchestra;
- Blue Flame;
- Over There Fantasie (WWI Patriotic Medley) (c.1929);
- Uncle Sam Stands Up (1941);
- Aviation Suite (1944);
- A Symphony in Steel;
- Deep Nocturne, per orchestra (1947);
- Death Valley Suite (1949);
- Blue Fantasy in B Flat;
- Lincoln's Gettysburg Address (1954);
- March for Americans;
- Halloween Fantasy for Strings;
- Atlantic Crossing;
- Hudson River Suite (1955);
- Dawn at Lake Mead, per orchestra (1956);
- Valley of the Sun Suite (1957);
- Yellowstone Suite (1960);
- San Francisco Suite (1960);
- Niagara Falls Suite (1960–61);
- World's Fair Suite (1964);
- Hawaiian Suite (1965);
- Requiem for a Ghost Town (1968);

### Balletti
- Tabloid Ballet (1930);
- Jungle Ballet (1937);
- Hollywood Ballet (1938);
- Café Society (1938);

### Colonne sonore
- Early To Bed (1928);
- Redemption (1930);
- Diamond Jim (1935);
- Yankee Doodle Rhapsody (1937);
- Minstrel Man (1940);
- Time Out of Mind (1947);
- Rocketship X-M (1950);
- The Return of Jesse James (1950);
- A Christmas Story (1983);

### Musica da camera
- Four Rags, per piano (1906);
  - I. Harlem
  - II. Rattlesnake
  - III. Persimmon
  - IV. Hobble
- Souvenir (1907) per violoncello;
- Evening Shadows (1907–08) per piano;
- Wonderful One (1920) per voce e piano;
- Sonata for Flute and Bicycle Pump;
- A Sailor's Reward (1926);
- Miss Mischief (1937) per piano;
- Diana, per sassofono e piano;
- Templed Hills (pub. 1940);
- Table d'Hôte, per flauto, violino e viola (1945);
- Valsanne, per sassofono e piano;
- Gallodoro's Serenade, per sassofono e piano (1958);
- Lonely Castle, per flauto (1968);